# 松木大地
松木 大地（まつき だいち、1995年3月11日 - ）は、地方競馬・園田競馬場所属の騎手。地方競馬教養センター騎手課程第93期生。

## 来歴
高知競馬場でデビュー。2015年4月4日、高知2R（C3イ）のスピンタリスで初騎乗（12頭立て11着）。同年6月28日高知11Rアジサイ特別（A1選抜馬）をブラックバカラで優勝（11頭立て）し、初勝利。
2016年には金沢競馬場・2018年には園田競馬場で期間限定騎乗し、園田での最終騎乗から1週間後の2019年2月21日付で園田に移籍。5月から騎乗を開始した。
地方通算成績は2699戦112勝・2着126回・3着166回・勝率4.1%・連対率8.8%/中央競馬2戦1勝（2018年YJS中山第2戦・ロードゴラッソ）（2019年10月3日現在）。

## 主な騎乗馬
- サラキャサリン（2023年兵庫クイーンセレクション、若草賞土古記念）